# Чорний Корпус
Чорний Корпус  (також відомий як «чорні чоловічки») — український партизанський загін, що брав участь в російсько-українській війні на Харківщині та Приазов'ї навесні 2014 року.

## Історія

### Протистояння в Харкові
Загін утворено щойно звільненим політв'язнем Андрієм Білецьким в ніч з 28 лютого на 1 березня 2014 року. Основу загону становили члени очолюваної ним організації «Патріот України», харківські ультрас і учасники Євромайдану.

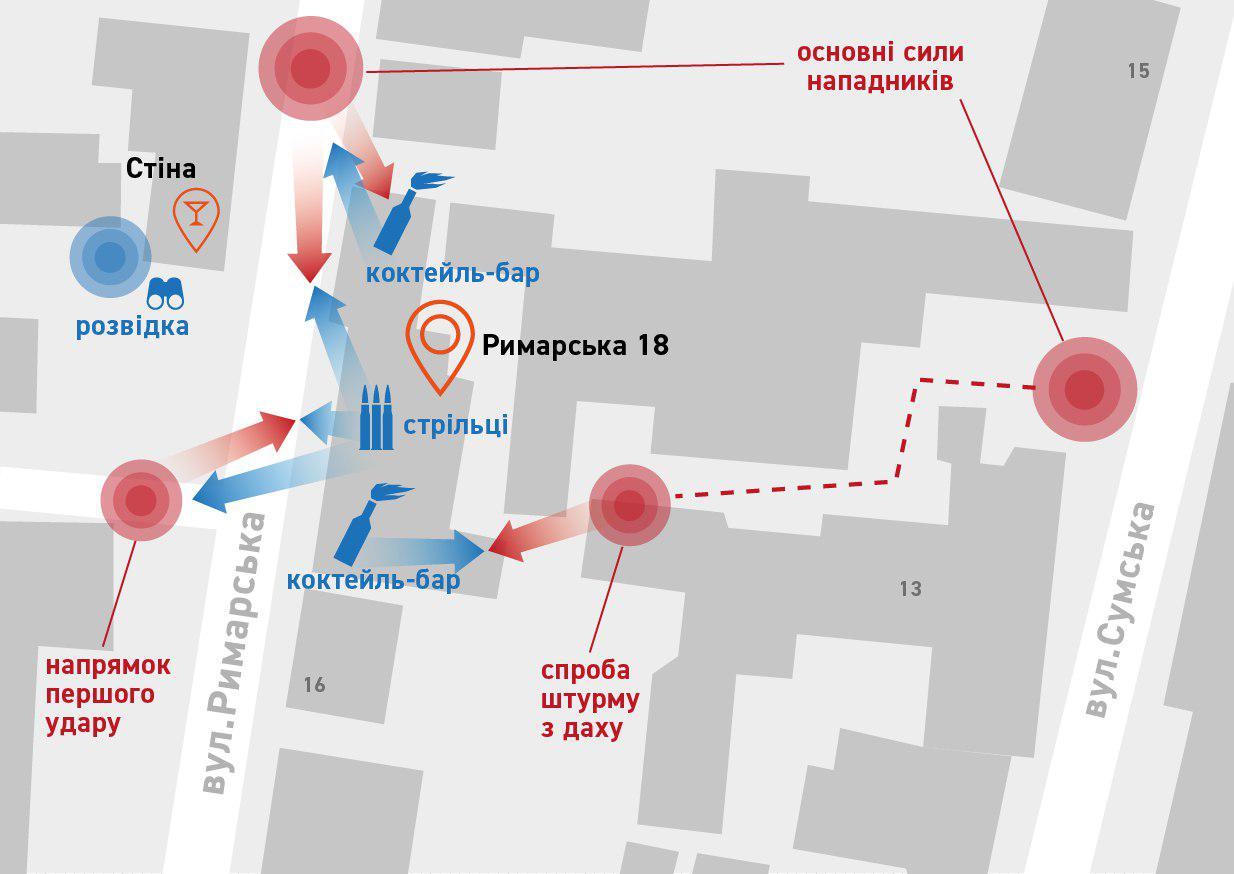
план-схема бою на Римарській

Тієї ж ночі загін штурмом здобув клуб «Оплот» — головний штаб проросійських сепаратистів Харкова.
Наступного дня, 1 березня 2014 року загін на чолі особисто з Андрієм Білецьким обороняв Харківську облдержадміністрацію.
У ніч проти 15 березня 2014 року загін дав бій проросійським силам на вулиці Римарській у Харкові. Це було перше боєзіткнення україно-російської війни, де проросійська сторона мала втрати загиблими: внаслідок перестрілки сепаратисти мали щонайменше 2 загиблих та 5 важко поранених. Українська сторона втрат не мала. На ранок бійці загону після довгих переговорів склали зброю і здалися міліції. Після кількох діб арешту і суду в м. Полтава партизани були звільнені.
Протягом березня-квітня 2014 року в лісах під Полтавою загін був доукомплектований. Згодом штаб загону перемістився в Київ. У захопленій ще під час Революції Гідності будівлі старого корпусу готелю «Козацький» розгорнувся навчально-мобілізаційний центр загону. Набрані й вишколені тут групи партизанів періодично здійснювали рейди на Харківщину. В цей час у загоні з'являються чорні однострої (закуплена задешево форма охоронців). Партизани отримують в ЗМІ прізвисько «чорні чоловічки» на противагу російським окупантам Криму — «зеленим чоловічкам».
1 травня 2014 року відбувся останній рейд «чорних чоловічків» на Харків (на противагу «російської весни» акція отримала назву «Український Першотравень»). Анонсована проросійськими силами масова демонстрація з подальшим захопленням влади в місті не відбулася. Харківські сепаратисти відмовилися від відкритого протистояння і перейшли в підпілля.

### Протистояння в Маріуполі
5—7 травня 2014 року загін здійснив рейд у Маріуполь. Загін успішно відбив спробу захоплення міського відділу міліції, ліквідував засідку на в'їзді в місто і взяв у полон першого міністра оборони «ДНР» Ігоря Хакімзянова і близько 30 бойовиків.
Під час рейду загін було легалізовано і на його основі створено батальйон міліції особливого призначення «Азов».

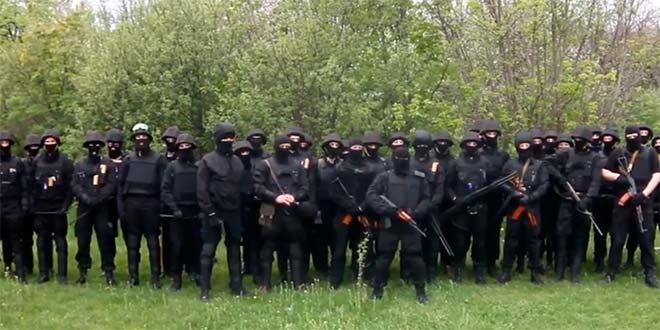
Чорні чоловічки в лісах під Харковом 1 травня 2014 р.

### Озброєння
Загін не мав сталої системи постачання і постійно мав проблеми зі зброєю. У перші дні березня бійці загону були озброєні здебільшого травматичними пістолетами, дерев'яними дрючками та іншими підручними засобами. Після бою на Римарській міліцією було вилучено кілька мисливських гвинтівок, обрізів та травматичних пістолетів. Станом на кінець травня не більше десятка людей мали мисливську зброю, інші були озброєні металевою арматурою. Через останній факт партизани жартома звали себе «Арматурні війська України».

## Відомі бійці загону
- Андрій Білецький (командир) — народний депутат України VIII скликання, Лідер партії Національний корпус;
- Ігор Михайленко — командир Національних Дружин;
- Вадим Троян — заступник міністра внутрішніх справ України;
- Ігор Мосійчук — народний депутат України VIII скликання;
- Микола Кравченко (начальник штабу загону);
- Данило Михайленко;
- Степан Головко;
- Олег Однороженко (заступник командира батальйону);
- Криворучко Ігор Олегович;
- Олег Аксененко;
- Андрій Снітко (стрілець);
- Микола Самофалов (гранатометник);
- Крістіан "Пєкарь" Кнаус (кулеметник);